# Museo de la Ciudadela de Alepo
El Museo de la Ciudadela de Alepo (en árabe: متحف قلعة حلب) es un museo arqueológico situado en la ciudad de Alepo, en el país asiático de Siria, dentro de la histórica ciudadela de Alepo. Fue inaugurado en 1994 en el edificio de Ibrahim Pasha, cuartel militar de la ciudadela, construido en 1834. Ocupa una superficie de 754 m² en la parte norte de la ciudadela. El museo alberga un gran número de restos arqueológicos encontrados en la ciudadela y que pertenecen a las civilizaciones antiguas.
Debido a los constantes bombardeo en la ciudad de Alepo por la Guerra Civil, el museo resultó terriblemente dañado por proyectiles. Según la agencias de noticias SANA, los ataques dañaron al edificio, pero la colección quedó a salvo.